# Hanover Park
Hanover Park è un comune degli Stati Uniti d'America, situato nell'Illinois, nella contea di Cook e in parte nella contea di DuPage. La località fa parte dell'area metropolitana di Chicago.